# マイストーリー
「マイストーリー」は、PUFFYの26枚目のシングル。2008年8月6日にキューンレコードから発売された。

## 解説
“マイストーリー”はカネボウ化粧品「Lavshuca」CMソング。スウェーデンのバンド、The Merrymakersが「boom boom beat／お江戸流れ星IV」以来の作曲をしている。
“Twilight Shooting Star!”は、the pillowsの山中さわおによる楽曲提供。
ジャケットは2人が鏡に映っているものとなっており、初回限定盤は鏡が1枚、口紅で鏡に落書きがしてあり、通常盤は2枚の手鏡に1人ずつ映っている。
初回限定盤は2007年12月19日にSHIBUYA-AXで行われたファイナル公演の模様を収録したDVD付。

## 収録曲
1. マイストーリー [3:44]
作詞：PUFFY
作曲・編曲：Anders Hellgren、David Myhr
2. Twilight Shooting Star! [3:25]
作詞・作曲：山中さわお
編曲：上田健司
3. All Because Of You（DISCO TWINS Remix） [3:11]
作詞・作曲：Avril Lavigne、Butch Walker